# Centro cultural de Belém
El centro cultural de Belém, en Lisboa, Portugal, erigido al inicio de los años 90, fue inaugurado para ser la sede de la presidencia portuguesa de la Comunidad Económica Europea (actual Unión Europea).
Se abrió como centro cultural y de conferencias en 1993, destacándose en su programa la música, artes teatrales y fotografía. También dispone de un gran centro de exposiciones y un museo de diseño con piezas desde 1937. El café y el restaurante tienen vistas a los jardines de olivos que atenúan el ruido del tráfico y desde donde se ven los muelles y el río. Los fines de semana el centro se llena de artistas callejeros, actores y patinadores en línea.
Algunas de las óperas organizadas por el Teatro Nacional de San Carlos se representan en el escenario del Gran Auditorio del centro cultural de Belém.